# レニ・サントーニ
レニ・サントーニ（Reni Santoni、1938年4月21日 - 2020年8月1日）は、アメリカ合衆国の映画、テレビで活躍した俳優、声優。

## 来歴

### 生い立ちとキャリア
ニューヨーク生まれ。フランスとスペインの血筋を持つ。彼のキャリアの始まりは、オフブロードウェイの劇場。彼の映画初出演作品はノンクレジットではあるが、1964年の『質屋』（主演：ロッド・スタイガー）で、タイトルロールである質屋にラジオを売りに来たジャンキー役を演じた。
サントーニは、1967年のカール・ライナー監督の『Enter Laughing』で初主演を飾る。そして1971年の『ダーティハリー』で、クリント・イーストウッド演じるハリー・キャラハンの相棒チコ・ゴンザレス役で世間に認知されるようになる。また、1983年のショーン・ペン主演『バッド・ボーイズ』での刑務所の監守ラモン・エレーラ役、1986年のシルヴェスター・スタローン主演の『コブラ』で、相棒のトニー・ゴンザレス役などで注目を浴びる。
彼はまた、テレビドラマのゲスト出演も増え、1971年の『おかしなカップル』、1973年-1974年の『名探偵ジョーンズ』、1977年の『事件記者ルー・グラント』、1978年の『ハワイ5-0』、1985年の『探偵ハード&マック』、1984年-1986年の『ヒルストリート・ブルース』、1989年-1991年の『ミッドナイト・コーラー』、1996年の『炎のテキサス・レンジャー』などの人気作品に出演する。そして、1973年の『Owen Marshall: Counselor at Law』では、準主演を果たした。
サントーニは、2012年に引退するまで精力的に映画やテレビで俳優活動を続けていた。注目すべき役割は 1994年-1998年『となりのサインフェルド』のポッピー役、1998年『ドクター・ドリトル』では声優としてねずみの声を演じている。
2020年8月1日にロサンゼルスの病院にて死去。81歳没。亡くなるまでの最後の数年間、癌を含む様々な健康問題を抱えていた。

## フィルモグラフィ

### 映画
- Strangers in the City (1962)
- 質屋  The Pawnbroker (1964)
- Enter Laughing (1967)
- アンツィオ大作戦 Lo sbarco di Anzio (1968)
- A Great Big Thing (1968)
- 新・荒野の七人 馬上の決闘  Guns of the Magnificent Seven (1969)
- またまたあぶない看護婦  The Student Nurses (1970)
- ダーティハリー  Dirty Harry (1971)
- I Never Promised You a Rose Garden (1977)
- They Went That-A-Way & That-A-Way (1978)
- スティーブ・マーティンの四つ数えろ  Dead Men Don't Wear Plaid (1982)
- バッド・ボーイズ  Bad Boys (1983)
- マイナー・ブラザース/史上最大の賭け  Brewster's Millions (1985)
- ラジオ・アクティヴ・ドリーム  Radioactive Dreams (1985)
- クレイジー・ファミリー 太陽がめいっぱい  Summer Rental (1985)
- コブラ  Cobra (1986)
- ピックアップ・アーチスト T he Pick-up Artist (1987)
- 再会の街/ブライトライツ・ビッグシティ  Bright Lights, Big City (1988)※声の出演
- レインマン  Rain Man (1988)※声の出演
- ザ・パッケージ/暴かれた陰謀  The Package (1989)
- キャット・チェイサー  Cat Chaser (1989)
- オンリー・ユー  Only You  (1992)
- 恋はデジャ・ブ　 Groundhog Day (1993)
- ゆかいなブレディ一家/我が家がイチバン  The Brady Bunch Movie (1995)
- プライベート・パーツ  Private Parts (1997)
- ドクター・ドリトル  Dr. Dolittle (1998) ※声の出演
- 待ちきれなくて…  Can't Hardly Wait (1998)
- 28DAYS  28 Days (2000)
- ドクター・ドリトル2  Dr. Dolittle 2 (2001) ※声の出演
- Gang Warz (2004)
- Double Tap (2006)
- Irene in Time (2009)

### テレビ
- イーストサイド・ウェストサイド East Side/West Side (1964)
- The Trials of O'Brien (1965)
- 夜間捜査官ホーク Hawk (1966)
- 恋愛専科/アメリカ式愛のテクニック Love, American Style (1969)
- おかしなカップル The Odd Couple (1971)
- The Bold Ones: The Senator (1971)
- ドクター・ホイットマン The Psychiatrist (1971)
- 痛快！自動車野郎 Bearcats! (1971) ※別題「素晴らしき自動車野郎」
- FBIアメリカ連邦警察 The F.B.I. (1972)
- Indict and Convict (1974) ※テレビ映画
- Owen Marshall, Counselor at Law (1973-1974)
- 名探偵ジョーンズ Barnaby Jones (1973-1974)
- パニック・オン・ザ・5：22 Indict and Convict (1974) ※テレビ映画：別題「恐怖の特急列車」
- 命がけの青春／ザ・ルーキーズ The Rookies (1975)
- Jigsaw John (1976)
- Bert D'Angelo/Superstar (1976)
- 刑事デルベッキオ Delvecchio (1977)
- 事件記者ルー・グラント Lou Grant (1977)
- ハワイ5-0 Hawaii Five-O (1978)
- ロックフォードの事件メモ The Rockford Files (1979)
- チャーリーズ・エンジェル Charlie's Angels (1979)
- 白バイ野郎ジョン&パンチ CHiPs (1982)
- Lottery! (1983)
- Manimal (1983)
- ジョアンナ Joanna (1985)
- スケアクロウとキング夫人 Scarecrow and Mrs. King (1985)
- 児童劇映画 ABC Afterschool Specials (1985)
- 227 (1985)
- 探偵ハード&マック Hardcastle and McCormick (1985)
- Joe Bash (1986)
- Second Serve (1986)
- ヒルストリート・ブルース Hill Street Blues (1984-1986)
- Sanchez of Bel Air (1986)
- こちらブルームーン探偵社 Moonlighting (1988)
- 特捜刑事マイアミ・バイス Miami Vice (1988)
- Murphy's Law (1989)
- コーキーとともに Life Goes On (1990)
- 7人の検事 Equal Justice (T1990)
- ミッドナイト・コーラー Midnight Caller (1989-1991)
- タイムマシーンにお願い Quantum Leap (1992)
- Dream On (1992)
- Men Don't Tell (1993) ※テレビ映画
- ジェシカおばさんの事件簿 Murder, She Wrote (1989-1994)
- Dave's World (1994)
- ゆかいなブレディ一家/我が家がイチバン The Brady Bunch Movie (1995)
- Hudson Street (1995)
- Renegade (1995)
- トークショー The Late Shift  (1996) ※テレビ映画
- 炎のテキサス・レンジャー Walker, Texas Ranger (1996)
- NYPD BLUE　～ニューヨーク市警15分署 NYPD Blue (1995-1996)
- Dangerous Minds (1997)
- マーダー・ワン Murder One (1997)
- 連続殺人者の日記 Murder One: Diary of a Serial Killer (1997)
- ザ・プラクティス ボストン弁護士ファイル The Practice (1998)
- となりのサインフェルド Seinfeld (1994-1998)
- The Tony Danza Show (1998)
- Jesse (1999)
- ラブ・ボート Love Boat: The Next Wave (1999)
- アンラッキー・ナイト／災難がいっぱい！ Late Last Night (1999) ※テレビ映画
- Judging Amy (2000)
- V.I.P. V.I.P. (2001)
- According to Jim (2002)
- Kingpin (2003)
- CSI:5 科学捜査班 CSI: Kagaku sosa han (2005)
- グレイズ・アナトミー2 恋の解剖学 Grey's Anatomy (2005)
- レイジング・ザ・バー 熱血弁護人 Raising the Bar (2009)
- リーガル・バディーズ フランクリン＆バッシュ Franklin & Bash (2012)
- Clean Sweep (放映待機中)

※：テレビドラマの（）内の数字は、出演年度、及び出演期間のみの表示。